# التطهير العرقي في بوتان

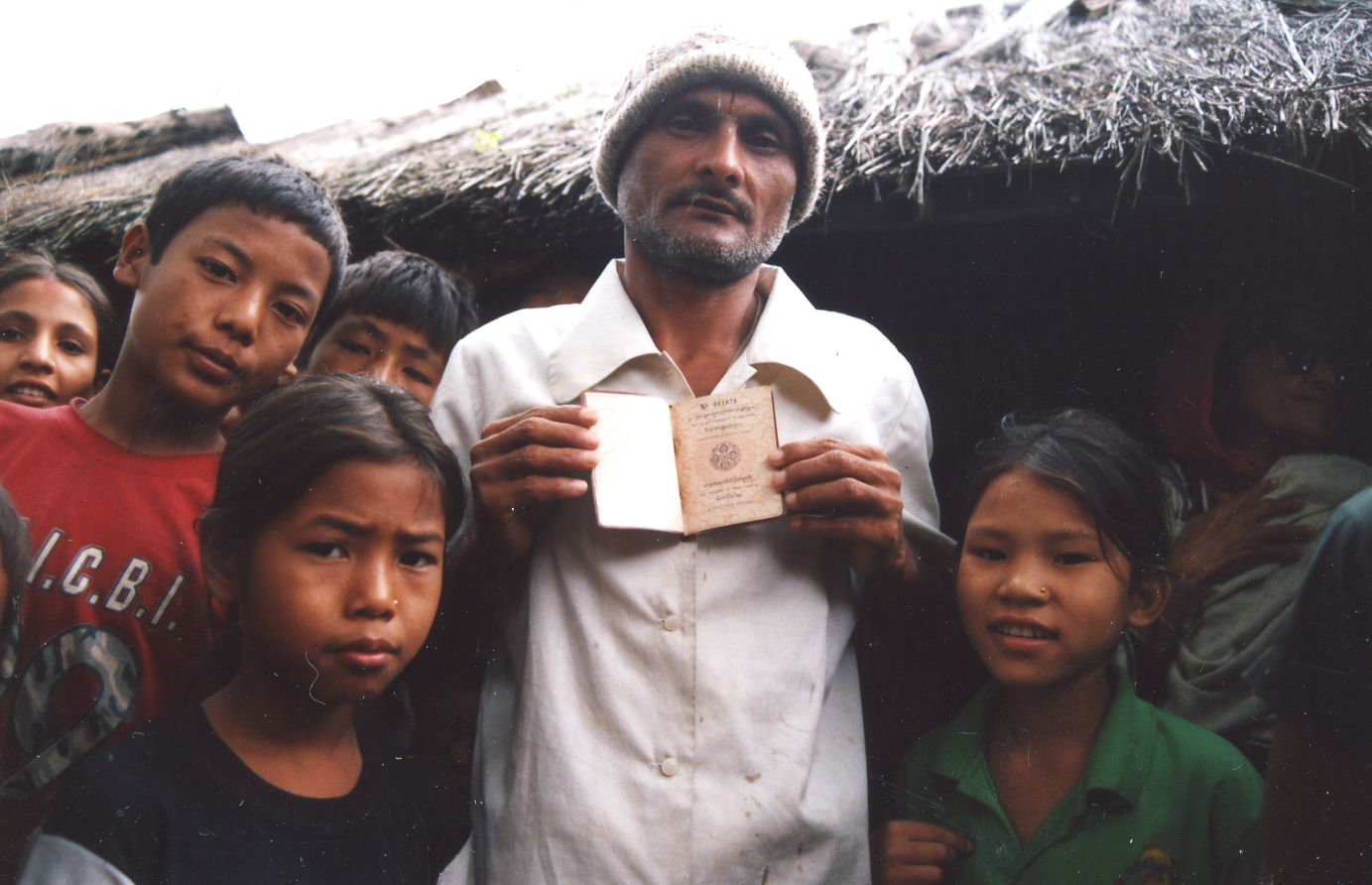
لاجئو لوتشامبا في مخيم بيلدانجي

التطهير العرقي في بوتان يشير إلى سلسلة من المبادرات لإزالة لوتشامبا أو النيباليين العرقيين من بوتان. أدت التوترات العرقية في بوتان إلى فرار العديد من عرقية لوتشامبا إلى نيبال، وطرد الجيش البوتاني العديد منهم. بحلول عام 1996 كان هناك أكثر من 100.000 لاجئ بوتاني يعيشون في مخيمات اللاجئين في نيبال. منذ ذلك الحين استقر الكثيرون في الدول الغربية.

## شعب لوتشامبا
سكان لوتشامبا أو لوسامبا هم شعب بوتاني غير متجانس من أصل نيبالي. بدأ الأشخاص من أصل نيبالي في الاستقرار في مناطق غير مأهولة في جنوب بوتان في القرن التاسع عشر. ينحدر شعب لوتشامبا من جنوب بوتان، ولذلك يشار إليهم عادةً باسم «الجنوبيين». اعتبارًا من عام 2007 انتقل الكثير من سكان لوتشامبا إلى الدول الغربية، مثل الولايات المتحدة وكندا وأستراليا والمملكة المتحدة ودول أوروبية أخرى. اليوم عدد لوتشامبا في نيبال أقل بكثير مما هو عليه في الولايات المتحدة والدول الأخرى التي انتقلوا إليها.

## الطرد والهجرة
منذ أواخر الثمانينيات تم إجبار أكثر من 100.000 لوتشامباي على الخروج من بوتان بعد أن وصفتهم السلطات البوتانية بالأجانب غير الشرعيين. بين عامي 1988 و1993 غادر الآلاف البلاد بسبب الاضطهاد العرقي والسياسي. في عام 1990 اندلعت اضطرابات عرقية عنيفة واحتجاجات مناهضة للحكومة في جنوب بوتان للمطالبة بمزيد من الديمقراطية واحترام حقوق الأقليات. في ذلك العام أطلق حزب شعب بوتان الذي ينتمي معظم أعضائه إلى لوتشامبا حملة عنف ضد حكومة بوتان. في أعقاب هذه الاضطرابات فر آلاف الأشخاص من بوتان، واستقروا في سبعة مخيمات للاجئين في نيبال أو غادروا للبحث عن عمل في الهند. اعتبارًا من يناير 2010 بقي 85.544 لاجئًا في المخيمات. في عام 2008 قدرت وزارة الخارجية الأمريكية أن ما يصل إلى 35٪ من سكان بوتان قد نزحوا نتيجة لهذه الصراعات.